# المقلدين (بعدان)

تعديل مصدري - تعديل

المقلدين محلة تابعة لقرية الوطئة، التابعة لعزلة المشكي بمديرية بعدان إحدى مديريات محافظة إب في الجمهورية اليمنية، بلغ تعداد سكانها 141 حسب تعداد اليمن لعام 2004.